# Desa Sagaranten (administrativ by i Indonesien, lat -7,11, long 108,64)
Desa Sagaranten är en administrativ by i Indonesien.   Den ligger i provinsen Jawa Barat, i den västra delen av landet, 220 km sydost om huvudstaden Jakarta.